# Phantasmagoria: A Puzzle of Flesh
Phantasmagoria: A Puzzle of Flesh (en español, Fantasmagoría: Un rompecabezas de carne) es también conocido como Phantasmagoria 2 y lanzado como Phantasmagoria II: Fatal Obsessions. Se trata de un videojuego del género de terror psicológico y aventura de estilo point-and-click, a modo de película interactiva lanzado en 1996 por Sierra Entertainment. Aunque técnicamente es una secuela del videojuego de Roberta Williams de 1995 Phantasmagoria, A Puzzle of Flesh no tiene ninguna conexión con su predecesor ni en la trama ni en los personajes, ya que Sierra había concebido la saga Phantasmagoria para ser una antología de terror, con cada entrega de una historia y un estilo diferente. Aunque no fue un éxito comercial, al igual que su predecesor es recordado por su polémico contenido violento y sexual, lo que llevó al juego a ser muy censurado o prohibido por completo en varios países de Europa y Oceanía. 

## Argumento
El jugador controla a Curtis Craig, un hombre introvertido de 26 años de edad que, en apariencia, parece estar viviendo una vida mundana, mientras trabajaba en una compañía farmacéutica. Sin embargo, el jugador pronto descubre que nada en el entorno de este juego es lo que parece. Frecuentemente Curtis sufre visiones perturbadoras en su oficina, donde encuentra mensajes en su ordenador, como por ejemplo una dirección de correo del infierno que le ofrece un trabajo como asesino.
Curtis salió de una institución mental un año antes de los acontecimientos del juego, y después de la aparición de sus visiones decide tener visitas regulares con un terapeuta. Sus problemas de salud mental se derivan en gran medida por un pasado que ha sido marcado desde su infancia por una madre desequilibrada que se suicidó y un padre que, antes de morir, estaba trabajando en un proyecto de alto secreto en WynTech, la misma empresa en la que Curtis trabaja actualmente. A pesar de que Curtis ha reprimido la mayor parte de sus recuerdos de infancia, en el transcurso del juego, termina por recordar que su padre fue asesinado por intereses ocultos de WynTech.
Un día, un compañero de trabajo de Curtis un tanto desagradable llamado Bob es brutalmente asesinado en el cubículo de la oficina donde precisamente trabaja Curtis. En alguna ocasión Curtis había llegado a expresar el deseo de matar a Bob y de hecho muestra cierta apatía al enterarse de su muerte, lo que lleva a sospechar que él pudo haberlo asesinado en un brote psicótico. 
Mientras Curtis está saliendo con Jocelyn, una compañera de trabajo, parece en escena Teresa, otra compañera de trabajo iniciada en el Fetichismo. Curtis tiene como mejor amigo a Trevor, un hombre abiertamente homosexual, de hecho el propio Curtis admite a su terapeuta que se reconoce a sí mismo una cierta bisexualidad, al afirmar sentirse atraído por Trevor. 
Tras el asesinato de Tom, un superior de Curtis, éste sospecha que su jefe, Paul Allen Warner (quien había amenazado Tom el día anterior) es el asesino tanto de Tom como de Bob. Sin embargo al día siguiente, Teresa es también asesinada. A medida que el número de muertes y alucinaciones sigue aumentando Curtis descubre finalmente que todo esto está conectado con el "Proyecto Umbral", una serie de investigaciones desarrolladas por su padre años atrás. 
Décadas antes, WynTech había descubierto una fisura espacio-temporal que conduce a la "Dimensión X" en el sótano de su edificio y trató de utilizarla para obtener beneficios económicos. Para ello se realizaron experimentos utilizando a enfermos mentales suministrados por el corrupto Dr. Marek, un doctor situado en el manicomio donde Curtis estuvo internado. En una ocasión, Warner llegó a utilizar como sujeto de pruebas al propio Curtis, sin el permiso de su padre. El proyecto fue finalmente cerrado cuando los militares no mostraron interés, pero fue reactivado posteriormente, cuando Warner descubrió que los habitantes de la "Dimensión X" podrían sintetizar cualquier sustancia química deseada por el costo de algunos de los componentes y un par de "especímenes humanos". Warner planeaba sacrificar a varias personas a cambio de un medicamento altamente adictivo con efectos antidepresivos y para la pérdida de peso. La idea consistía en liberar este producto en el mercado, haciendo que la población de la Tierra se volviera adicta al producto y convirtiera así a WynTech en la corporación más poderosa de la Tierra. 
Sin embargo, los asesinatos continuaron ante el desconcierto de Curtis. Los siguientes en morir fueron Trevor y el terapeuta de Curtis. Es en ese momento cuando Curtis se enfrenta Warner, quien es repentinamente asesinado por una criatura humanoide horripilante que se presenta como una "manifestación" del Curtis Craig la Dimensión X. Al parecer, esta representación de Curtis que salió de la grieta interdimensional es de hecho el verdadero Curtis, quien había quedado atrapado en la "Dimensión X" durante los experimentos con él cuando era un niño. Durante el tiempo que estuvo en la Dimensión X, Curtis mutó horriblemente y desarrolló poderes psíquicos que le permitieron conectar con su doble en la Tierra, el Curtis que ahora llevaba una vida relativamente monótona. Mediante esa conexión psíquica, el verdadero y monstruoso Curtis de la Dimensión X, fue el responsable de los asesinatos y las alucinaciones de su doble gracias a que logró poseer su cuerpo. Sin embargo el doble de Curtis logra escapar a su otro monstruoso y a través del portal Dimensión X, llega a ese otro mundo donde finalmente logra acabar con su monstruoso yo original y posteriormente regresa a la Tierra. 
Jocelyn entonces aparece en escena y confiesa que (de alguna manera) ella sabía la verdad, pero que a pesar de ello lo ama. Sin embargo, se escucha un mensaje de los habitantes de Dimensión X pidiendo a Curtis que regrese ya que en realidad él no pertenece a la Tierra. Entonces, el jugador tiene la posibilidad de elegir entre dos finales: En el primer final Curtis decide regresar a su lugar de origen en la Dimensión X, en cuyo caso pasa un último día con Jocelyn antes de partir. En el segundo final Curtis decide permanecer en la Tierra, en cuyo caso la secuencia final muestra Jocelyn hablando felizmente a Curtis en una escena cotidiana, pero que a Curtis le resulta demasiado tediosa y termina por alterarlo, por ello se muestra una última escena en la que bajo la mesa el puño de Curtis se transforma momentáneamente en una grotesca forma alienígena.
Una escena post-créditos muestra a la cabeza cortada de Warner aún viva y flotando en la Dimensión X.

## Jugabilidad
Los aspectos básicos de un juego de aventura de apuntar y hacer clic; como el jugador Curtis viaja a diferentes lugares, puede interactuar con las personas a menudo extraños y excéntricos en su vida, y recoge artículos y resuelve rompecabezas. 
Phantasmagoria 2 cuenta con una interfaz de apuntar y hacer clic con el botón estándar, juega desde una perspectiva en tercera persona: el cursor, cuando saludó con la mano sobre un objeto o área que puede ser manipulado, pondrá de relieve, y hacer clic en él iniciará una acción en vivo clip que promueve el juego junto. El inventario se almacena en la parte inferior de la pantalla y un comando simple clic y arrastrar hará que los artículos del inventario para interactuar con otros objetos. 
Debido a la gran cantidad de violencia gráfica y contenido sexual, Phantasmagoria 2 viene con controles parentales contraseña habilitado que cuidadosamente editadas fuera ofensivo del juego. 
Phantasmagoria 2 también tiene un gran número de huevos de Pascua de comedia, que el jugador puede lograr en un sistema de puntos, aunque, debido a algunos de los complejos comandos de teclado se debe realizar a fin de que, la mayoría de ellos son imposibles de acceder sin fuera ayudar. Estos huevos de Pascua van desde gags visuales simples y mensajes de minijuegos y vídeos ocultos. 

## Producción
Lorelei Shannon, que había servido previamente como escritor en el trabajo de Roberta Williams, los videojuegos King's Quest VII y The Dagger of Amon Ra, fue elegido para asumir la tarea de la escritura y el diseño de la secuela de Williams, Phantasmagoria. Mientras que la primera entrega fue un horror sobrenatural en la tradición de El resplandor y las obras de Stephen King, Shannon reconstruido la serie en un ambiente más moderno, urbano y utilizó un enfoque de terror psicológico con un trasfondo de ciencia ficción; Shannon dijo que el juego fue influenciado por autores como Edgar Allan Poe y Shirley Jackson, y fue influenciado visualmente por Seven. Algunos críticos también han notado una ligera similitud en la trama para la película Jacob's Ladder.
Mientras Phantasmagoria se rodó con actores en vivo super-impuestas de fondos de pantalla azul, Phantasmagoria 2 fue filmada enteramente en el set y en la ubicación, no muy diferente de una película regular de función (aunque las escenas finales del juego, en el mundo extranjero, fueron fusilados en la pantalla azul) . El rodaje tuvo lugar en los alrededores de Seattle, Washington, de febrero a septiembre de 1996. Filmada en Betacam Digital, casi cuatro horas y media de video fue filmado, con un guion más de 200 páginas de largo. El presupuesto total para el juego fue aproximadamente alrededor de cuatro millones de dólares. 
Durante un tiempo, Sierra planeaba Phantasmagoria 3, y había pedido a Roberta Williams para volver como su diseñador jefe. Sin embargo, después de la decepción comercial de A rompecabezas de la Carne, junto con la disminución de la aventura de apuntar y hacer clic con los géneros de películas interactivas, el proyecto nunca se materializó. 

### Reparto y equipo técnico
Phantasmagoria 2 contiene escenas de acción en vivo que fueron escritas por Lorelei Shannon, dirigida por Andy Hoyos, filmada por el cineasta Mateo Jensen y editado por Wes Plate. El molde fue el siguiente: 
Paul Morgan Stetler - Curtis Craig 
Monique Parent - Jocilyn Rowan 
Ragna Sigrun - Teresa Banning 
Warren Burton - Paul Allen Warner 
Michael David Simms - Dr. Terrance Marek 
Regina Byrd Smith - Detective Allie Powell 
Paul Mitri - Trevor Barnes 
Don Berg - Bob Arnold 
Michael Taylor Donovan -Tom Ravell 
Además, la actriz V. Joy Lee, quien interpretó "Harriet" en la primera Phantasmagoria, regresa en la secuela de "The Ratwoman", un paciente mental. Lorelei Shannon hace dos cameos, como un enfermo mental y mecenas enmascarado gas en un club S & M, y director Hoyos hace una aparición como otro paciente mental.

## Temas y censura
Aunque Phantasmagoria era polémico por su uso de la violencia gráfica y una escena de la violación, en Phantasmagoria 2 el sexo fue considerablemente más explícito: como la sexualidad juega un papel importante en la trama del juego, que incluye cuatro escenas de sexo que ofrecen los pechos desnudos, bondage, sadomasoquismo, sexo en público y el sexo oral fuera de la pantalla. Varias escenas de muerte incluyen imágenes gráficas de sangre, incluyendo destripamiento y desangrado, Phantasmagoria: A Puzzle of Flesh también fue calificado duramente por lenguaje fuerte, incluyendo dos usos de la palabra "fuck", que en 1996 era un hecho poco habitual en los videojuegos. 
Un aspecto notable del aspecto sexual del juego era la bisexualidad de Curtis Craig, haciendo a Phantasmagoria: A Puzzle of Flesh uno de los pocos juegos de ordenador para ofrecer un personaje jugable con una orientación tal sexual. Uno de los personajes en el juego, el mejor amigo de Curtis Trevor, es abiertamente gay, y más tarde se revela Curtis alberga sentimientos hacia él (todas las escenas sexuales son, sin embargo reservados para encuentros entre hombres y mujeres solamente). Varias revisiones han elogiado a Phantasmagoria: A Puzzle of Flesh por la manera de incluir un personaje homosexual (y su relación con personajes heterosexuales), que lo señala de una manera sincera y natural, mientras que la mayoría de los juegos de vídeo en el momento todavía representan personajes homosexuales como over-the-top estereotipos.
Debido a su cantidad de sexo y violencia, el juego fue fuertemente censurado en el Reino Unido y prohibido en Singapur y Australia, aunque una versión re-corte fue finalmente puesta a disposición en el segundo. En los Estados Unidos, el juego fue con Nivel RSAC Clasificación 4 (de 4) por su contenido sexual y una de nivel 3 por su violencia y lenguaje.

## Recepción
Phantasmagoria 2 recibió críticas principalmente negativas de los principales colaboradores de juego. La crítica más negativa fue dirigido a la jugabilidad torpe, longitud corta, juego lineal y a la falta de interactividad causado por la gran cantidad de imágenes de vídeo FMV. Las reacciones hacia la trama del juego y la producción cinematográfica era mixto, que van desde lo tibio a positivo. Phantasmagoria: A Puzzle of Flesh tiene actualmente una evaluación de usuario en MobyGames de 3,7 sobre 5.
GameSpot dio una dura crítica, dando a Phantasmagoria 2 un 3,7 sobre 10, calificándolo como un cliché y absurdo, que resume "A medida que los créditos finales, lo único que sentí fue su pesar - Lamento que me había pasado una buena parte de mi vida en esta mundo feo, con personajes poco atractivos molestos y sus problemas tontos ". la revisión de Game Revolution fue similar, llamando al juego "un predecible desastre insatisfactorio".
De respuesta dentro de la comunidad era un poco más positivo, con igualmente la crítica señaló a la jugabilidad y la estructura, aunque más elogios se le dio a la historia del juego. El sitio de juegos basados en la aventura Aventura Los jugadores dieron a Phantasmagoria: A Puzzle of Flesh una puntuación de 2.5 de 5, encontrando defectos en tanto su historia y producción cinematográfica, pero observando que aquellos que buscan entretenimiento ligero tendrá "un infierno de un montón de diversión ". sitios similares, como Adventure Classic Gaming, llamado el complot" intrigante y bien ejecutado ", aunque su modo de juego" se queda corta para calificar como un juego de aventuras mediocre ". Sólo Adventure era un poco más amable en una manera, diciendo que "es de mala calidad, es de mal gusto, está mal actuó, se echa gravemente, es feo, y es corta. Además, como Phantasmagoria, es muy divertido", y "Es un placer culpable, sino un placer, sin embargo, ", comparándolo con ver una buena película B.